# Gerald Knaus

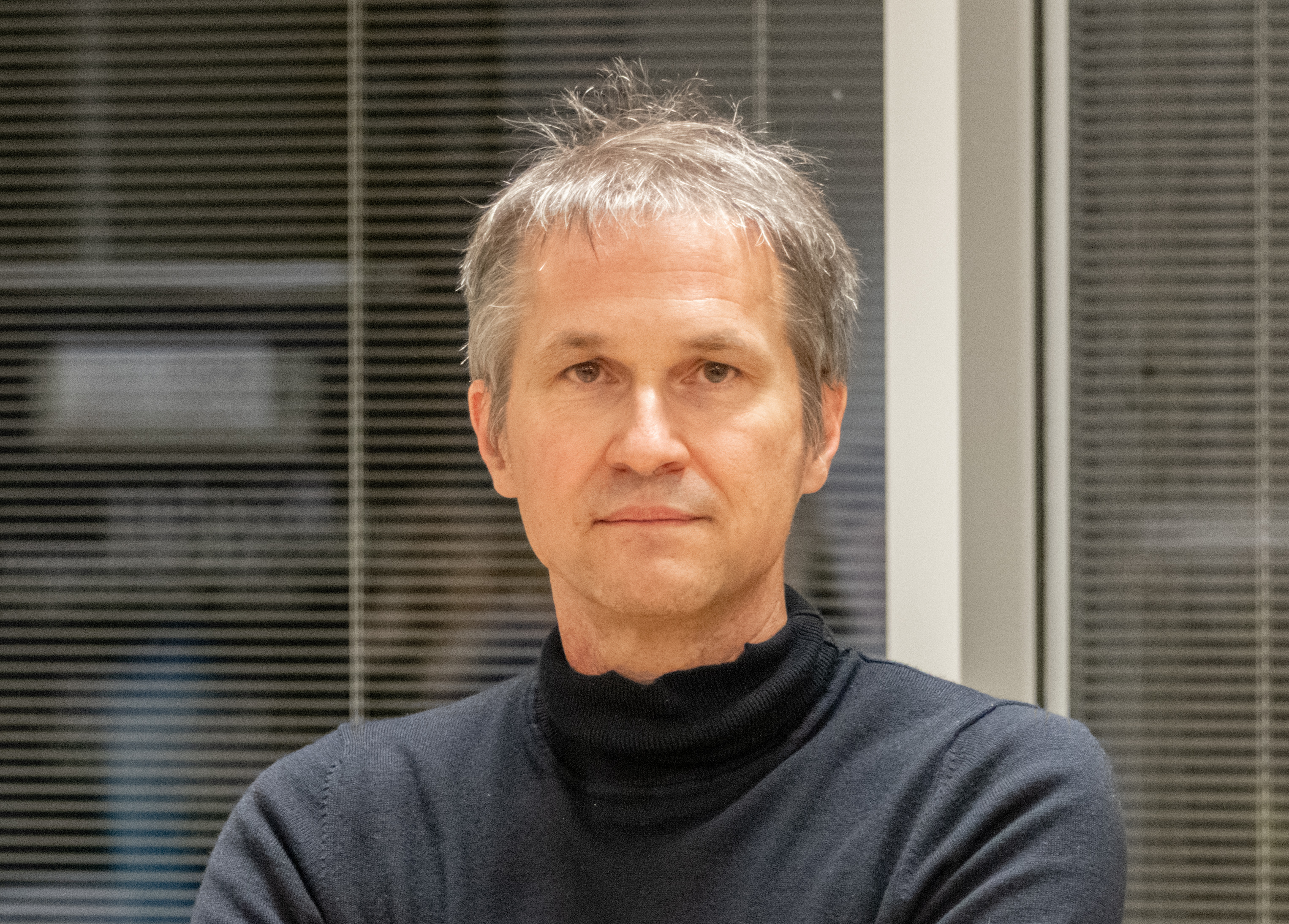
Gerald Knaus (2024)

Gerald Knaus (geboren 1970 in Bramberg, Salzburg) ist ein österreichischer Sozialwissenschaftler und Migrationsforscher. Er ist Mitgründer und Vorsitzender der Denkfabrik Europäische Stabilitätsinitiative (ESI).

## Leben
Knaus studierte Philosophie, Politikwissenschaft und Wirtschaftswissenschaft in Oxford, Brüssel und Bologna.
1999 wurde Knaus Mitbegründer der European Stability Initiative, einer liberalen Denkfabrik in Sarajevo, die für Migrationskonzepte bekannt ist. Er unterrichtete Wirtschaftslehre an der Staatlichen Universität von Czernowitz in der Ukraine und arbeitete fünf Jahre lang für verschiedene NGOs und internationale Organisationen in Bosnien. Er war Direktor der Lessons Learned and Analysis Unit (LLA) der EU-Abteilung von UNMIK in Kosovo (2001–2004). Er ist Gründungsmitglied des European Council on Foreign Relations und war fünf Jahre lang Associate Fellow am Carr Center for Human Rights Policy der Harvard Kennedy School of Governance in den USA, wo er 2010/2011 zu State Building und Interventionen unterrichtete.
Knaus war von September 2018 bis Juni 2019 visiting fellow am Institut für die Wissenschaften vom Menschen (Wien) und 2016/2017 Mercator-IPC Senior Fellow in Istanbul.
Knaus ist Mitinitiator und -aushandler des Flüchtlingspakts zwischen der Türkei und der EU von 2016.
Gerald Knaus lebt in Berlin.

## Publikationen
- Bulgarien. C. H. Beck, München 1997, ISBN 978-3-406-39866-7.
- mit Rory Stewart: Can Intervention Work? (Amnesty International Global Ethics Series). W. W. Norton & Company, New York/London 2011, ISBN 978-0-393-08120-6.[9]
- Welche Grenzen brauchen wir? Zwischen Empathie und Angst – Flucht, Migration und die Zukunft von Asyl. Piper, München 2020, ISBN 978-3-492-05988-6.[10]
- Wir und die Flüchtlinge. Brandstätter Verlag, Wien 2022, ISBN 978-3-7106-0647-2.

## Auszeichnungen (Auswahl)
- 2020: Bruno-Kreisky-Preis für das politische Buch – Anerkennungspreis für Welche Grenzen brauchen wir? Zwischen Empathie und Angst – Flucht, Migration und die Zukunft von Asyl[11]
- 2021: Karl-Carstens-Preis[12]